# Caulokaempferia phuluangensis
Caulokaempferia phuluangensis là một loài thực vật có hoa trong họ Gừng. Loài này được Picheans. & Mokkamul mô tả khoa học đầu tiên năm 2004.